# Ventosa de Fuentepinilla
La Ventosa de Fuentepinilla es una localidad española de la provincia de Soria, en la comunidad autónoma de Castilla y León. Pertenece al municipio de Quintana Redonda.

## Ubicación
En una colina bien ventilada, a casi 1000 m sobre el nivel del mar, y con serios problemas para mantener la población pese a distar solamente 34 km de la capital de provincia.
Discurre el arroyo Castro, que baja de La Barbolla y que movía un molino a 400 m al norte de la localidad. En los alrededores de la localidad hay un monte de carrasca llamado La Roza.

## Historia
En el lugar se localizan tres lugares con restos arqueológicos: la Cuesta del Espinar, el Altillo de las Viñas y El Chorrón. La Ventosa perteneció históricamente al señorío de Andaluz-Fuentepinilla hasta inicios del siglo XIX. En 1752 tenía 20 vecinos; 22 vecinos (90 habitantes) en 1850 y 60 habitantes en 1900.
Hacia mediados del siglo XIX, el lugar, por entonces con ayuntamiento propio, tenía contabilizada una población de 90 habitantes. Aparece descrito en el decimoquinto volumen del Diccionario geográfico-estadístico-histórico de España y sus posesiones de Ultramar de Pascual Madoz de la siguiente manera:

VENTOSA (la): l. con ayunt. en la prov. de Soria (5 leg), part. jud. de Almazan (4), aud. terr. y c. g. de Burgos (26), dióc. de Osma (6): sit. en una colina, con libre ventilacion y clima frio; las enfermedades mas comunes son pulmonias y reumas. Tiene 30 casas; la consistorial; escuela de instruccion primaria, frecuentada por 9 alumnos á cargo de un maestro dotado con 35 fan. de trigo y 200 rs; una fuente de buenas aguas; una igl. parr. (la Degollacion de San Juan Bautista) servida por un cura y un sacristan. Confina el térm. con los de La Revilla, Barbolla, Quintana Redonda, La Seca y Fuentelárbol. El terreno, fertilizado por un arroyo que baja de La Barbolla, es algo quebrado y de regular calidad; comprende un pequeño monte encinar. caminos: los locales. El correo se recibe y despacha en las adm. de Soria y Almazan. prod.: trigo puro, comun, centeno, cebada, avena, patatas, legumbres, hortalizas, leñas de combustible y yerbas de pasto con las que se mantiene ganado lanar, vacuno, mular, yeguar y de cerda; hay caza de perdices, liebres y conejos. ind.: la agrícola y un molino harinero. comercio: esportacion del sobrante de frutos, é importacion de los art. que faltan. pobl.: 22 vec., 90 almas. cap. imp.: 39,675 rs. 20 mrs.
(Madoz, 1849, p. 665)

En el último censo no llegan a dos decenas de personas empadronadas.

## Patrimonio
La iglesia de San Juan Degollado fue reformada en el siglo XVIII, pero mantiene de la original románica del siglo XIII la cabecera, la portada, el muro sur de la nave y seguramente también la espadaña aunque presenta más dudas. Construida en mampostería caliza y arenisca, con sillares en las esquineras y en los vanos. Tiene ábside semicircular, presbiterio con tramo recto y una nave articulada en tres tramos a la que sigue una singular capilla bautismal redonda con espadaña en el ángulo suroeste y sacristía adosada al norte. Además hay atrio en los lados sur y este y cementerio al norte. En el lado sur un alero, con cornisa achaflanada y seis canecillos, dos de cabezas humanas. En medio del muro meridional de la nave, se abre la portada, formada por tres arquivoltas, la exterior con bocel. Se apoyan en columnillas la interior y las otras dos en pilastras, los capiteles son lisos. En el interior, el arco triunfal es apuntado y doblado, se asienta sobre un bancal, de donde surgen las pilastras que soportan la rosca exterior y las columnillas adosadas; los capiteles son posteriores. La puerta por la que se accede a la capilla bautismal es también de arco de medio punto. La pila bautismal es de vaso troncocónico, con la cara externa convexa cortada en planos y que se remata en bocel junto a la embocadura. La pila de agua bendita es del tipo capitel románico, decorada con motivos vegetales. 